# バーニー・イビニ＝イセイ
バーニー・イビニ＝イセイ（1992年9月12日 - ）はオーストラリアのサッカー選手。ポジションはMF。ニューカッスル・ユナイテッド・ジェッツFC所属。
Kリーグ時代の登録名はイビニ（ハングル: 이비니）。

## 経歴
2013年6月4日、上海上港集団足球倶楽部に3年契約で移籍した。これでイビニは21歳以下のアジア人プレーヤーの中で最も高額な選手のひとりとなった。2014年5月、シドニーFCに期限付き移籍した。
2015-16シーズンは上海上港の外国人枠が埋まったためクラブ・ブルージュに放出された。
2017年5月9日、メジャーリーグ・サッカーのバンクーバー・ホワイトキャップスと単年契約を結んだ。